# 氨来呫诺

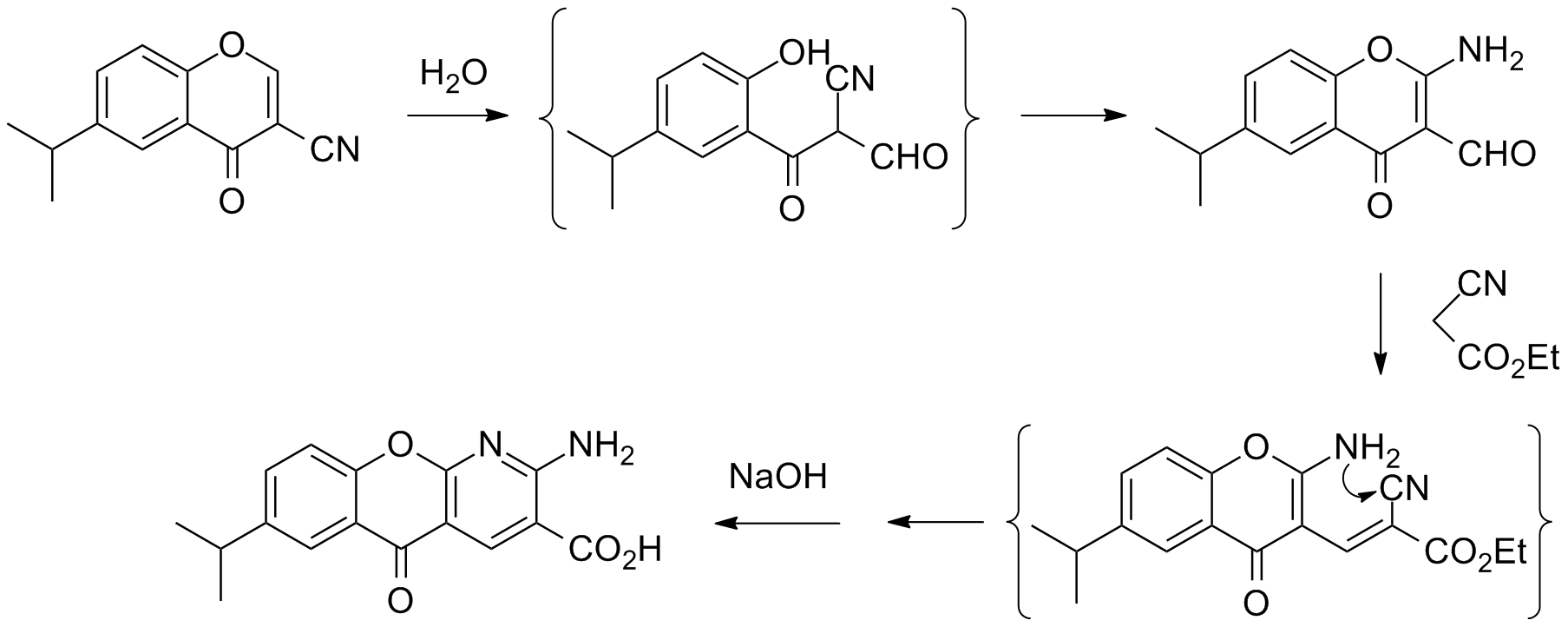
氨来呫诺的合成方式

氨来呫诺（商品名：Aphthasol）是一种含氮有机化合物，分子式C16H14N2O4，可作为抗炎性抗过敏免疫调节剂，用以治疗阿弗他口炎。